# Jan Poulus
Jan Poulus (Schiedam, 29 januari 1916 ― 30 november 1991) was een Nederlands voetballer. De middenvelder speelde voor SVV en  VSV. 
Hij kwam eenmaal uit voor het Nederlands elftal. Dat was op 31 maart 1940 thuis tegen Luxemburg. In deze interland in Stadion De Kuip, die met 4-5 werd verloren, maakten naast Jan Poulus nog vier spelers hun debuut onder wie Abe Lenstra.
Jan Poulus maakte als 17-jarige zijn opwachting in de hoofdmacht van SVV. Hij ging werken bij Hoogovens en stapte daarom in 1940 over naar VSV dat een niveau hoger (Eerste klasse) speelde. Hij stopte al op 27-jarige leeftijd als voetballer om als trainer aan de slag te gaan. H.V. & C.V. Quick was zijn eerste club. Na de Tweede Wereldoorlog keerde hij terug bij VSV als trainer.
Het werd een succesvolle periode. VSV won de kampioenstitel in het seizoen 1948/49 in de westelijke Eerste klasse. In de strijd om het landskampioenschap eindigde de Velsense club als vijfde. VSV wist wel als enige deelnemer
landskampioen SVV te verslaan (0-4).
Bij BV De Graafschap was hij vier jaar trainer in het betaald voetbal. Na zijn vertrek in Doetinchem in 1959 had hij nog enkele amateurverenigingen onder zijn hoede. Onder meer RKSV Blauw Zwart, SV Hoogvliet en DOTO (Pernis).